# Poecilodryas brachyura
Poecilodryas brachyura là một loài chim trong họ Petroicidae.